# Misericordiae vultus

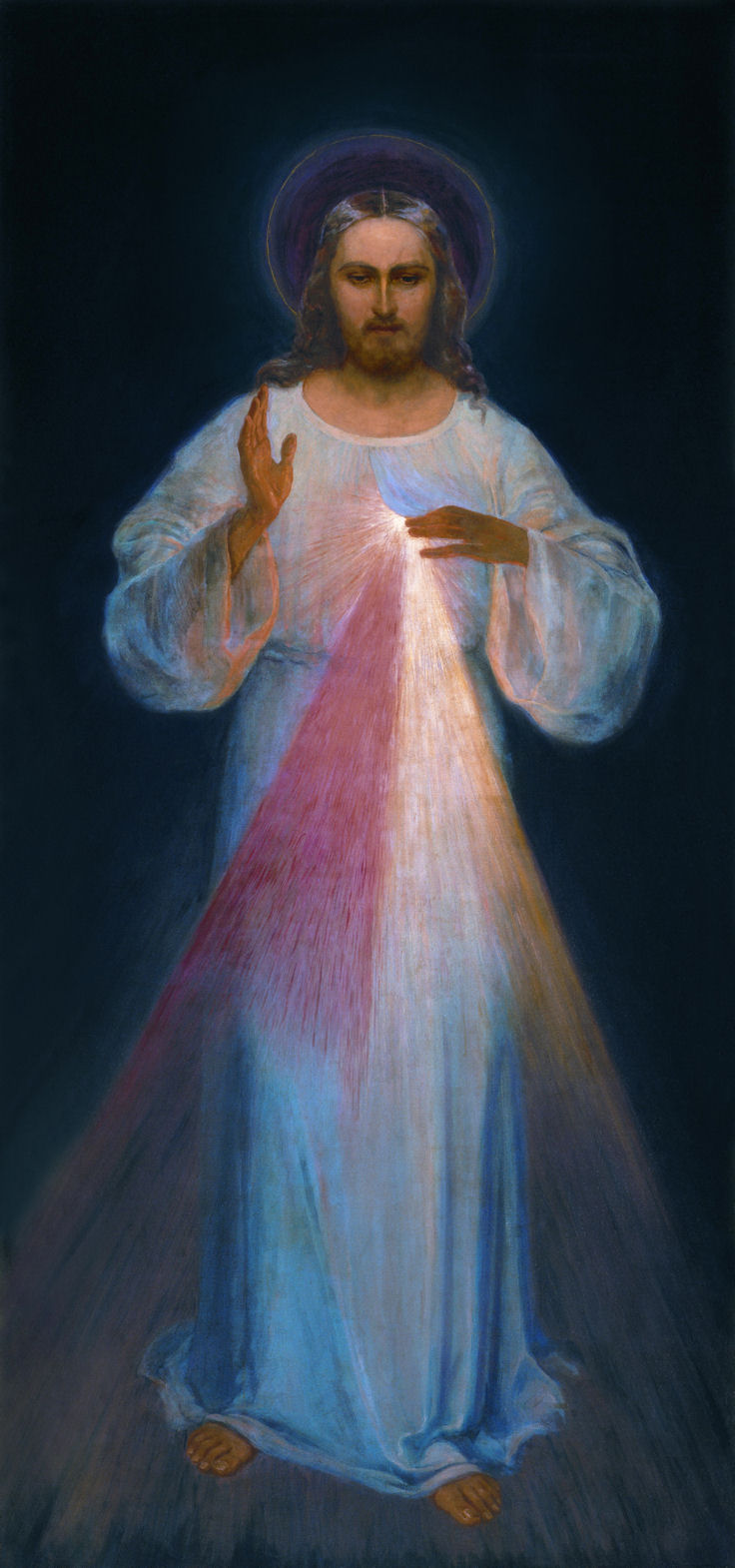
Образ Божого милосердя (Євгеніуш Казіміровський, 1934)

Misericordiae vultus (укр. Обличчя милосердя) — папська булла з нагоди проголошення позачергового Ювілейного року милосердя. 11 квітня 2015 року промульгована папою Франциском, та названа за звичаєм за її інципітом.

## Надзвичайний Ювілейний рік
13 березня 2015 року папа Франциск оголосив про проведення Надзвичайного Ювілейного Року, приуроченого Божому милосердю. Він повідомив про це наприкінці проповіді під час покаянного богослужіння в базиліці св. Петра. 11 квітня 2015 року перед Святими воротами в атріумі Базиліки Святого Петра прочитана булла Misericordiae vultus та вручена копія «булли про індикт», або ж формального проголошення Року Милосердя архипастирям головних базилік Рима: Собору Святого Петра, Базиліки Святого Павла за мурами, Латеранської базиліки та Базиліки Санта Марія Маджоре. Наступні копії отримали Кардинал-префекти Конгрегації у справах єпископів, Конгрегації євангелізації народів та Конгрегації Східних Церков.

## Булла

У своїх привітальних словах папа Франциск визначає, що милосердя є «несучою балкою, на яку спирається життя церкви», а «Ісус із Назарета своїми словами, жестами та цілою своєю особою об'явив нам милосердя Бога». У своїй буллі папа виступає проти корупції та закликає її поборювати. Він ставить милосердя та справедливість у особливій мірі у центр дій та закликає до прощення та навернення. Особливо чоловіків і жінок які належать до кримінальних угрупувань. Особливим чином папа скеровує свої думки до великої апостолки милосердя, св. Марії Фаустини Ковальської. Вона була покликала увійти в глибину Божого милосердя, нехай заступається за нас і випросить для нас благодать жити й завжди ходити у світлі Божого прощення та в непорушному упованні на Його любов.
За буллою — 8 грудня 2015 року вибрано початком Ювілейного року, оскільки й цей день відзначається 50-ти річчя закінчення Другого Ватиканського собору. Після Другого Ватиканського собору «після розвалення мурів, які надто довго тримали Церкву в ув'язненні, немов в у привілейованій цитаделі, настав час проголошувати Євангеліє в новий спосіб (Misericordiae vultus)».
У буллі проголошено:
- 8 грудня 2015 року початок Ювілейного року
- 13 грудня 2015 року слідує відкриття Святих воріт Базиліки Святого Петра та Латеранської базиліки та опісля інших папських базилік Рима. У той же день відкриють Святі ворота інші собори, базиліки.
- Ювілейний рік завершиться 20 листопада 2016 року на Свято Христа Царя закриттям Святих воріт
- Буде слідувати запрошення до паломництва у Рим
- Ініціатива «24 години для Господа», яка переживається у п'ятницю і суботу перед IV неділею Великого Посту, повинна бути поширена по дієцезіях.
- Під час Великого Посту у Святий Рік папа має намір вислати Місіонерів Милосердя. «Вони будуть знаком материнської турботи Церкви про Божий люд, аби він увійшов у глибину багатства цієї таємниці, фундаментальної для нашої віри». Це будуть священики, яким папа вділить владу прощати гріхи, зарезервовані для Апостольського Престолу, аби підкреслити велич їхнього послання.
- Заклик до боротьби з корупцією — «Якщо відкрито не борються з корупцією, то раніше чи пізніше стають її спільником, і вона нищить того, з ким це стається.». Прийшов час для зміни життя.
- Жити Ювілеєм, просячи Отця простити гріхи та вділити свій милосердний відпуст.